# Цок (военачальник)
Цок (Тук; ср.-греч. Τζόκος или ср.-греч. Τουκος; умер не ранее 823 или 824) — знатный болгарин; военачальник в 810-х годах; один из самых активных преследователей византийских христиан в 814—815 годах.

## Биография
О Цоке и событиях, в которых он участвовал, сообщается в нескольких раннесредневековых исторических источниках: болгарских надписях, «Минологии Василия II» и «Малом катехизисе» Феодора Студита.
Первые свидетельства о Цоке относятся ко времени войны с Византией, когда он командовал частью болгарского войска. Среди его подчинённых были стратиги Вардан и Иоаннес, ранее служившие византийским императорам, а затем (возможно, в 809 году) перешедшие к болгарам. В 813 году те за измену (мнимую или действительную, неизвестно) были казнены Цоком по приказу хана Крума. Позднее Вардан и Иоаннес были причислены к лику мучеников и их поминали в Константинопольском патриархате 22 и 23 января вместе с другими византийскими христианами, казнёнными в 810-х годах болгарами.
При Круме Цок был ичиргу боилом — третьей по важности должности (после хана и кавхана) персоной в Болгарии. Согласно созданной, вероятно, в 813 году Хамбарлийской надписи, ему хан поручил управление «правой стороной» земель к югу от Балканских гор, захваченных во время войны у византийцев. Центральная часть этих территорий была отдана кавхану Дукуму, а «левая сторона» — боилу кавхану Иратаису. Из них троих Дукум занимал наиболее привилегированное положение, а управлявший «правой стороной» Цок, согласно традициям болгар, имел более высокую должность, чем владевшая «левой стороной» персона. Такое трёхчастное деление войска и территорий было традиционным для тюркских народов эпохи Средневековья.
В «Синаксаре Константинопольской церкви» и «Минологии» византийского императора Василия II Болгаробойцы сообщается о трёх правителях Болгарии, властвовавших над страной сразу после Крума: Дукуме, Диценге и Цоке. Первые два упоминаются в «Синаксаре», третий — в «Минологии».
На основании этих свидетельств рядом медиевистов делается вывод, что хан Омуртаг, сын Крума, мог взойти на престол только через некоторое время после скоропостижной кончины отца 13 апреля 814 года. Хотя по вопросу статуса Дукума и Диценга в болгарском обществе начала IX века идут дискуссии, современные историки считают, что именно эти две персоны, один за другим, осуществляли реальную власть над государством в первый год после смерти Крума. Однако содержащееся в «Минологии Василия II» утверждение, что и Цок был правителем (возможно, даже ханом) болгар, скорее всего, не соответствуют действительности. Такой вывод делается на основании упоминаний Цока в более ранних и более достоверных источниках только как военачальника. Сделанное В. Златарским предположение о тождестве Цока и Дукума, не получило поддержки большинства современных историков.
При приемниках Крума Цок сохранил должность военачальника (и, возможно, ичиргу боила). Согласно болгарской надписи, в 815 или 816 году неназванный в тексте хан поручил Цоку провести репрессии против христиан. Предполагается, что этим правителем болгар мог быть или Диценг, или Омуртаг. О том, что по инициативе первого из них были казнены многие пленные византийцы, сообщается в «Синаксаре Константинопольской церкви». В этом источнике казни христиан датируются январём и февралём следующего после смерти Крума года. Таким образом, Диценг, скорее всего, должен был лишиться власти несколько позже. В большинстве же византийских источников не агиографического характера ответственность за казни христиан возлагалась на Омуртага. Однако достоверность таких сведений вызывает сомнение, так как сразу же после вступления на престол хан начал подготовку к заключению мирного договора с византийцами, и вряд ли в его интересах было обострять с ними отношения. В «Синаксаре Константинопольской церкви» и «Малом катехизесе» Феодора Студита сообщается, что поводом для казней был отказ некоторых пленных христиан есть мясо в Великий пост, как того требовал болгарский хан. По повелению Цока (возможно, и им лично) 29 февраля были убиты, по крайней мере, четырнадцать человек. Позднее все погибшие за христианскую веру были прославлены в лике мучеников. В «Минологии Василия II» на Цока возлагается ответственность и за казнь других христиан, в том числе, епископа Адрианополя Мануила. Те, якобы, были убиты вскоре после взятия этого города болгарами в 813 году. Однако, в действительности, Мануил и другие пленные византийцы общим числом 377 человек были казнены значительно позднее (вероятно, по повелению Диценга, но, возможно, и Омуртага), и к их гибели Цок отношения не имел.
Скорее всего, о Цоке идёт речь в двух болгарских надписях, в которых упоминается некий Тук (или Цук). В первой он назван участником посольства, отправленного между 819 и 821 годами ханом Омуртагом в Константинополь для подтверждения заключённого зимой 815/816 года мирного договора. Возможно, Цок был главой этого посольства. Кто был тогда правителем Византии, неизвестно: или ещё Лев V Армянин, или уже взошедший на престол 25 декабря 820 года Михаил II Травл. Другая надпись датируется 823 или 824 годом, но она сильно повреждена и о каком событии в ней сообщалось — не установлено.